# Self storage

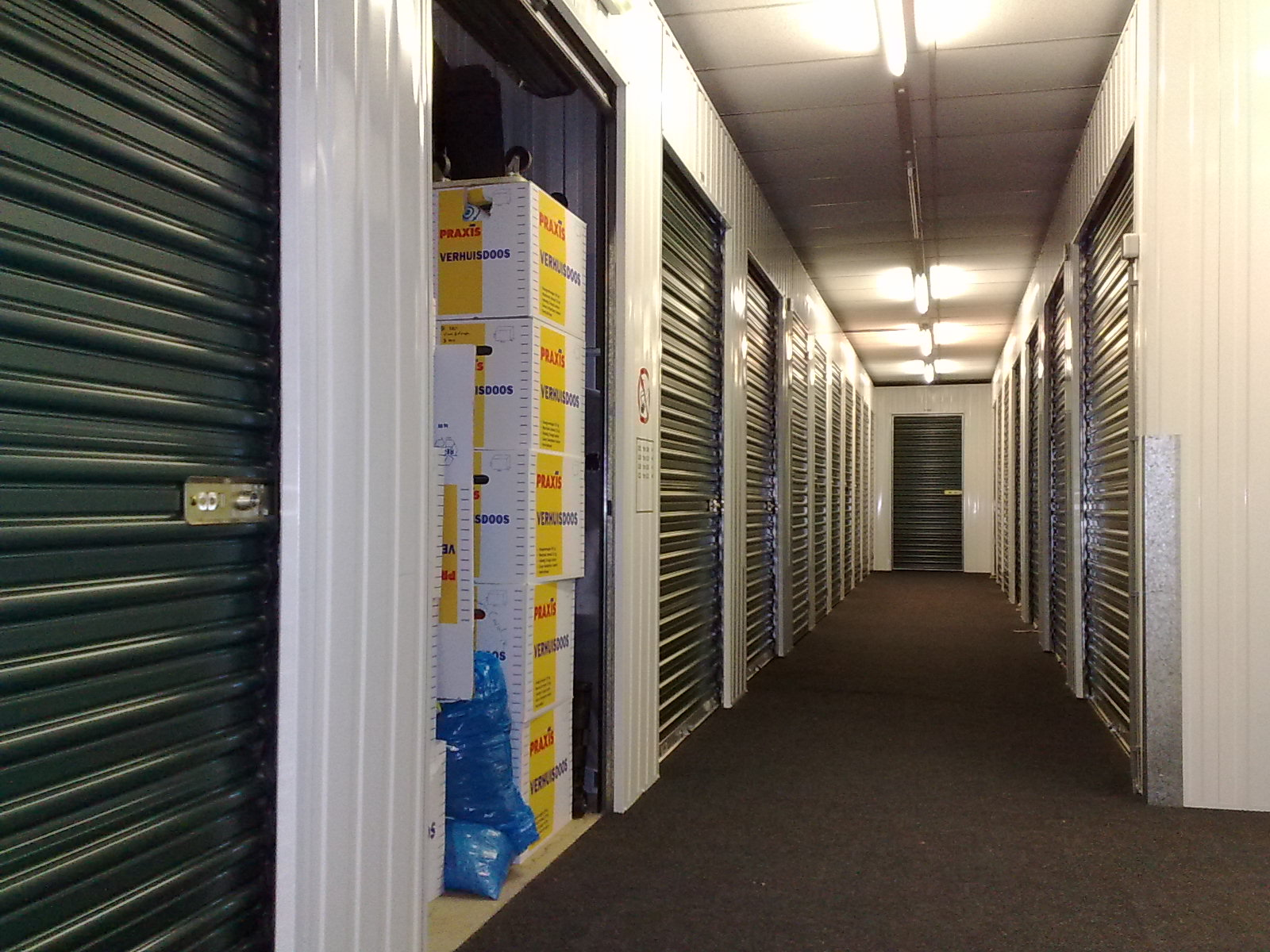
Unidades de armazenamento

Self storage é uma opção de armazenamento que surgiu nos E.U.A na década de 60, o termo em inglês, em tradução livre para o português, significa “Auto armazenamento”. O Self storage, surgiu como solução para pessoas (Físicas e Jurídicas) que possuem problemas com falta de espaço em seus imóveis. 

## Como Funciona o Self Storage
As empresas de Self-Storage disponibilizam espaços de diversos tamanhos para locação. Após o contratante escolher o tamanho do mesmo e fechar o contrato já é possível transportar os itens até o local para fazer o armazenamento. O transporte e o processo de armazenagem é de total responsabilidade do contratante, uma vez armazenado somente ele terá acesso ao espaço que fica trancado por cadeados e fechaduras.
A empresa contratada é responsável pela segurança do espaço, e geralmente dispões de um sistema de vigilância com câmeras e alarmes. Além disso, a empresa também é responsável por manter o ambiente em ótimas condições livres de poeira, umidade e fungos.
O contrato geralmente é feito de maneira diferenciada por cada empresa, podendo ser um contrato mensal ou por períodos menores/maiores caso for necessário. 

## Guarda Móveis
Diferente do que muitos pensam, o  serviço de guarda móveis é diferente do  Self Storage. Enquanto na modalidade de Self Storage consiste em atividade imobiliária enquadrada no CNAE 6810, onde ocorre a locação de um box privativo para armazenagem de qualquer tipo de item, no Guarda-Móveis e possível somente o armazenamento de móveis e o espaço alugado consiste em uma certa metragem dentro de um enorme galpão no qual estarão armazenados móveis de vários outros contratantes. 

## Self Storage No Brasil
Depois de se popularizar nos EUA, o Self Storage foi ganhando ainda mais força, passando a ser popular também no Canadá e vários países da Europa.  A primeira empresa de Self Storage surgiu em 1993, na cidade de São Paulo. 
Desde então a atividade vem crescendo dia após dia e ganhando espaço no Brasil,  para tanto foi criada em 2014 a Asbrass, Associação Brasileira de Self Storage,  que é o orgão responsável por representar das empresas de self storage. Promover o setor , regulamentá-lo e gerar a integração dos operadores de self storage.  Flavio Del Soldato Jr foi o primeiro Presidente da entidade, tendo composto o grupo de 10 empresas que fundaram a Asbrass. 
Diversos Estados já possuem legislação especifica para o self storage, tendo o Estado de São Paulo como precursor através ca portaria CAT69/99 de 1999.   